# Belvosia fuscisquamula
Belvosia fuscisquamula là một loài ruồi trong họ Tachinidae.